# 報復

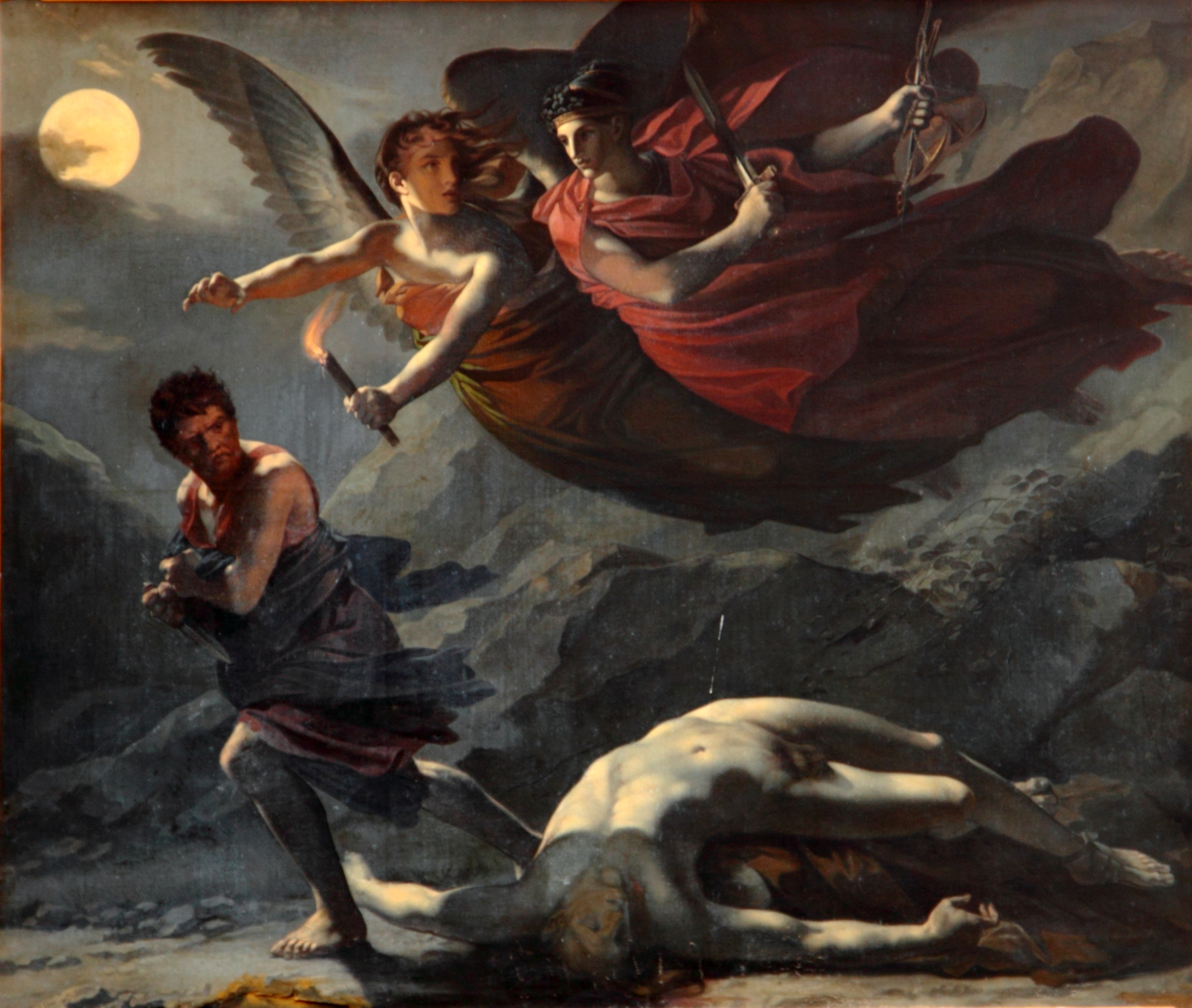
皮埃尔·保罗·普吕东，《正义与神圣的复仇追求犯罪》，约1805–1808年

報復（英語：revenge）又称復仇或報仇，是指针对损害自身利益的他人做出對等的利益損害，且往往是暴力性的。报复行为常引起道德、倫理或法律方面核心價值的讨论。

## 中国传统思想
中国传统思想对报复行为常有正面叙述。如《礼记》认为人们对于父母之仇应当做到“寢苫枕干，不仕，弗與共天下也。遇諸市朝，不反兵而鬥。（每天睡在草垫上，枕着盾牌，也不做官，与仇人不共戴天。在闹市与仇人相见就直接抄起武器和他搏斗。）”这种仇恨观被认为是践行孝道的一部分。《春秋公羊传》中有“君弑，臣不讨，非臣也；子不复仇，非子也”之句。《论语》中还有“以直报怨，以德报德”的说法。
在中国皇权时代，上述古典文献常对司法机构在复仇案件，尤其是血亲复仇案中的裁决产生影响。汉章帝建初年间，有人因父亲被侮辱而殺死侮辱者，被皇帝下令輕判。朝廷以該案为判例，制定了《轻侮法》，這是中国古代第一部允许复仇的法律。不過該法又被漢和帝廢除。汉朝還有董黯报母仇案、赵娥报父仇案的当事人皆因“孝”的理念被赦免、奖赏、传颂。东晋桓温也因为父报仇而受到晋明帝赏识。
随着时代的更替，封建统治者渐渐认识到鼓励复仇对社会秩序的负面影响。魏晋南北朝时期，朝廷經常下令禁止复仇。唐代徐元庆杀趙師韞案、张氏兄弟复仇杀人案虽然得到民间官方的一致同情，但杀人者皆伏法受诛。到了宋代，复仇杀人者需要“具案奏取敕裁”，且常常被减刑处理。可见在中国历史中，历朝历代的统治者对于复仇行为有着两难的态度。
民间对报仇行为也有“冤冤相报何时了”的批评性俗语。

## 歐陸法系
歐陸法系的源頭之一《十二铜表法》第八表就有規定毀傷他人肢體不能和解，他人應以同態復仇的方式「毀傷其形體」。

## 宗教觀
《聖經》也有關於復仇的經文，舊約聖經《出埃及記》第21章曾提及「以眼還眼、以牙還牙」，代表如被另一人冒犯時，最多只能用相同尺度還手，惟相關內容可能只是因為以色列人從埃及到迦南（應許之地）時面臨當地外族侵擾時的反應，例如在約書亞記中敘述對耶利哥等外族民眾進行屠殺等（據聖經描述是上帝「不悅」當時外族拜偶像及姦淫罪等「罪惡」行為）。
但到了新約聖經時代，耶穌教訓人們要以憐憫代替報復（《馬太福音》第5章）。

## 現代社會
在現代文明社会的法律中，報仇往往不是合法殺人的理由。遭侵犯者的權益由法律保障，侵犯者依法受到惩治，超出法律範圍的受侵犯項不能追究（即以刑罰代替「以眼還眼、以牙還牙」）。
不過，在某些電影、小說、故事，報仇是英雄行為，尤其是「報父仇」、國仇家恨。
此外，不少經革命或政變上台的軍事政府領導人，往往會以各種手段去鎮壓及政治報復反對者及持不同政見者，如逮捕入獄，基於維護政權的法統性，甚至會處決持不同政見者。
一些人將死刑和其他的司法處罰當成平撫受害者對復仇要求、進而得以穩定社會秩序的工具，並認為說廢除死刑會讓受害者轉而尋求法外復仇的途徑，進而導致私刑增加，擾亂社會秩序。

## 歷史中的復仇
以下是史實中有關復仇的人物或事件：
- 荊軻
- 趙娥
- 孫翊妻徐氏
- 景清
- 施剑翘
- 楊佳殺警案
- 曾我兄弟復仇事件
- 鍵屋之辻決鬥事件
- 元祿赤穗事件

## 描寫復仇的作品
復仇是戲劇的常見題材，以下是一些描寫復仇的知名作品或涉及復仇行為的虛構角色：
- 哈姆雷特
- 我唾棄你的墳墓
- 基度山恩仇記
- 魔街理髮師
- 天龍八部蕭峰
- 重案對決
- 驚天魔盜團
- 妻子的誘惑
- 教父
- 遊戲女王
- 半澤直樹
- MONSTER
- 进击的巨人
- Penthouse 2
- 【我推的孩子】

## 參看
- 以眼还眼
- 以牙還牙
- 應報理論
- 刺殺
- 私刑
- 贖罪
- 寬恕

## 外部連結
- 维基共享资源上的相關多媒體資源：報復
- "Bitterness & Vengeance vs. Gratitude & Forgiveness" （页面存档备份，存于） from Project Worldview